# Vinearia koehleri
Vinearia koehleri är en ringmaskart som först beskrevs av Maurice Caullery och Mesnil 1897.  Vinearia koehleri ingår i släktet Vinearia och familjen Serpulidae. Arten har ej påträffats i Sverige. Inga underarter finns listade i Catalogue of Life.